# Amministrazione dell'Armenia occidentale
L'Amministrazione dell'Armenia occidentale (in lingua armena Արևմտյան Հայաստան) fu l'organizzazione politica provvisoria che riuniva le aree dell'Impero ottomano che erano state occupate dall'esercito russo durante la prima guerra mondiale a partire dagli eventi seguiti alla resistenza di Van del 1915 e le successive offensive russe.
Tuttavia, dopo la rivoluzione del marzo 1917 ed il successivo collasso dell'impero russo, i territori conquistati (ove era presente un'ampia comunità armena) e le diverse etnie del Caucaso Russo decisero di riunirsi in una nuova entità statale, la Repubblica Federale Democratica Transcaucasica (o Transcaucasia), che continuò la guerra contro i turchi con l'appoggio britannico. Il primo leader fu Aram Manougian della Federazione Rivoluzionaria Armena.
La parte costiera della Transcaucasia si organizzò come stato indipendente di etnia greca, la Repubblica del Ponto (in greco: Δημοκρατία του Πόντου), nell'ambito della Repubblica Federale.
Il 7 aprile 1918 con un'offensiva i turchi cominciarono la riconquista dei territori persi, e subito dopo il Trattato di Batumi, stipulato con la Prima Repubblica di Armenia, confermò il possesso agli ottomani delle ultime conquiste, in aggiunta al territorio del Governatorato del Caucaso sud-occidentale. Il suo ultimo governatore, Andranik Toros Ozanian, ostinatamente volle continuare la guerra arroccandosi nella Repubblica dell'Armenia montanara. Ma con l'Armistizio di Mudros l'Impero Ottomano collassò. I successivi Trattati di Mosca e di Kars definirono i confini fra Unione Sovietica e Turchia.